# Armadillo de musell llarg meridional
L'armadillo de musell llarg meridional (Dasypus hybridus) és una espècie d'armadillo de Sud-amèrica. És originari de l'Argentina, el Brasil, el Paraguai i l'Uruguai.